# BitTornado
BitTornado es un cliente BitTorrent. Es el sucesor del Shad0w's Experimental Client, y está programado por la misma persona. Su creador trabajó con el desarrollador del mismo en varias ocasiones.  
Es un cliente muy experimentado para este protocolo. La interfaz recuerda a la del BitTorrent original, pero añade nuevas funciones como:
- Limitación de descarga/subida
- Priorizar descargas cuando se descargan varios archivos
- Información detallada sobre la conexión con otros clientes

Es un cliente diseñado para ser eficiente y consumir el mínimo de recursos del sistema, su interfaz es simplificado al máximo.